# 아니세테 코펠
안니세테 코펠(덴마크어: Annisette Koppel, 1948년 8월 29일 ~ )은 덴마크의 가수이다.